# Trichopalpus obscurella
Trichopalpus obscurella är en tvåvingeart som först beskrevs av Zetterstedt 1846.  Trichopalpus obscurella ingår i släktet Trichopalpus och familjen kolvflugor. Arten är reproducerande i Sverige. Inga underarter finns listade i Catalogue of Life.